# Hans Tropsch
Hans Tropsch (Plan, 7 de octubre de 1889 – Essen, 8 de octubre de 1935) fue un químico alemán responsable, junto con Franz Fischer, del desarrollo del proceso Fischer-Tropsch.

## Biografía
Tropsch nació en Plan bei Marienbad (actual Planá u Mariánských Lázní, en la República Checa), una localidad de la Bohemia alemana de los Sudetes, que en aquel momento formaba parte del Imperio austrohúngaro. Estudió en la Universidad Técnica Alemana de Praga y en la Universidad Alemana de Praga. En 1913 se doctoró en Química con una tesis sobre los nuevos derivados de la piridina. Empezó como ayudante de Hans Leopold Meyer, y de 1914 a 1916 ocupó un puesto de ingeniero en Mühlheim am Main. Entre 1916 y 1917 trabajó como ingeniero de procesos en una fábrica de tintes de Mülheim an der Ruhr y luego, brevemente, realizó trabajos de investigación en el Instituto Kaiser Wilhelm de Investigación del Carbón, también sito en Mülheim. Entre 1917 y 1920 trabajó en una destilería de alquitrán de la empresa Rütgers, en Niederau.
En 1920 regresó al Instituto Kaiser Wilhelm, donde permanecería hasta 1928. Allí fue colaborador del director Franz Fischer y de Otto Roelen. A partir de 1923 investigó la conversión del gas de síntesis (CO y H2) en sustancias orgánicas de cadena larga, y en 1925 desarrolló el proceso Fischer-Tropsch (patente n.º 484.337 del 25 de julio de 1925 y patente n.º 524.468 del 2 de noviembre de 1926). Este invento fue comercializado por la empresa Ruhrchemie AG como contrapartida al proceso de hidrogenación Bergius-Pier que comercializaba IG Farben. Debido a la política de control monetario introducida por la República de Weimar en 1931 y a la posterior escalada de los precios de los derivados del petróleo, a partir de 1933 el proceso Fischer-Tropsch se implantó a gran escala.
En 1928 fue nombrado catedrático de química de la Universidad Técnica de Praga, con el encargo de crear y dirigir un instituto de investigación del carbón. En 1930 defendió su tesis de habilitación en química de los combustibles.
En 1931 viajó a Estados Unidos y trabajó para Universal Oil Products y el Armour Institute of Technology de Chicago. Enfermo, regresó a Alemania en 1935, donde poco después falleció en un hospital de Essen.

## Publicaciones
- Über die Leitfähigkeit der Amine und Dicarbonsäuren des Pyridins; 1914
- Entstehung, Veredlung und Verwertung der Kohle; Berlín, Gebrüder Borntraeger, 1930
- Catalytic reactions: lectures; Armour Institute of Technology,  1931
- Regarding the synthesis of petroleum hydrocarbons from carbon; 1931
- con Vaclav Jelinek: Überführung von Methan in aromatische Kohlenwasserstoffe und Wasserstoff durch therm. Zerfall von CH4 oder CH4-haltigen Gasen ; en Chemisches Zentralblatt
- con Vaclav Jelinek: Über die Bestimmung kleiner Mengen leichtsiedener Kohlenwasserstoffe in Gegenwart von Wasser
- con Robert Kassler (del Instituto de Química Inorgánica y Analítica de la Universidad Técnica Alemana de Praga; Instituto de Investigación del Carbón): Über einige katalytische Eigenschaften des Rheniums; en: Berichte der deutschen chemischen Gesellschaft, 1930